# Ayanna Howard

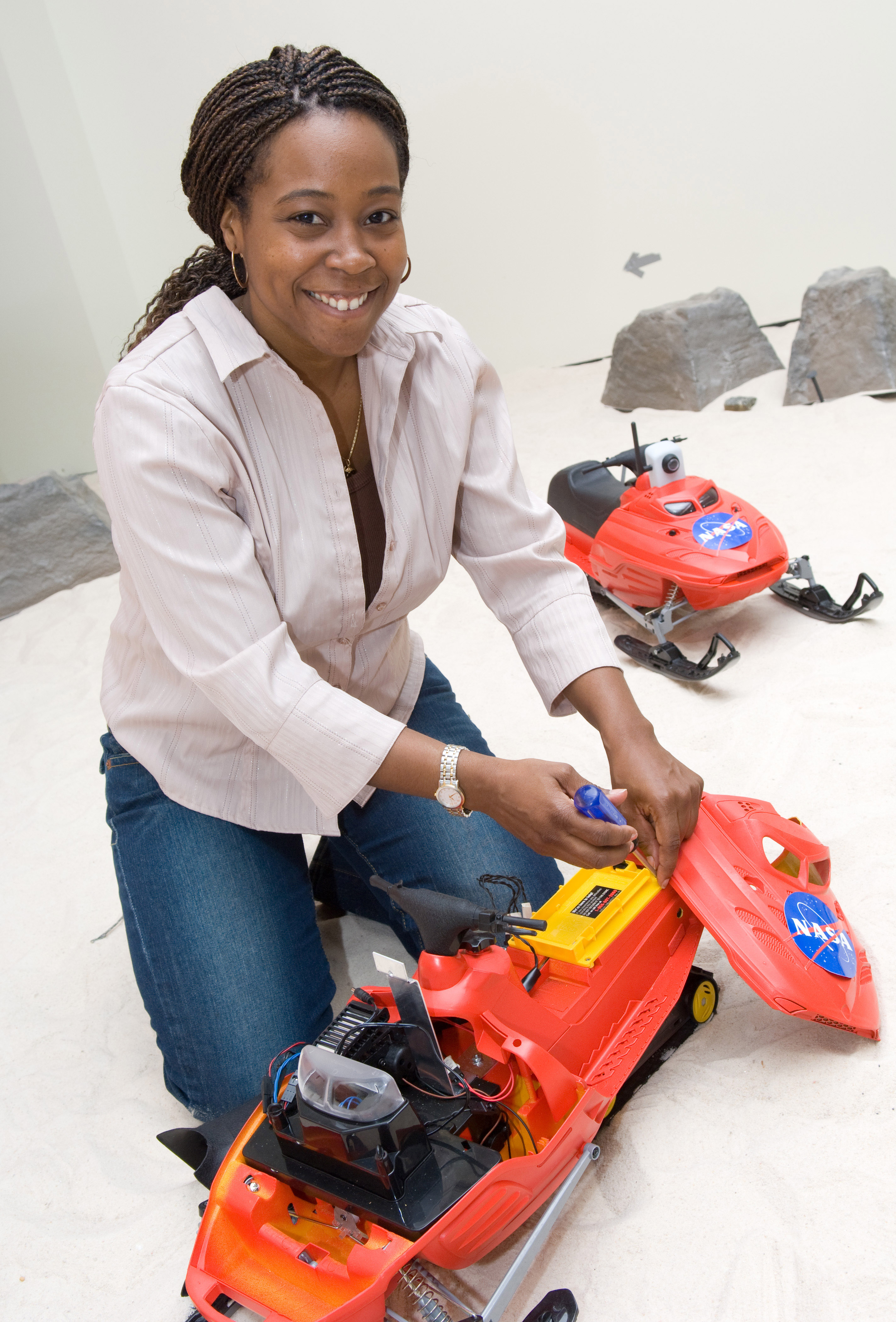
Ayanna M. Howard mit den SnoMote-Robotern für den Antarktiseinsatz (2008)

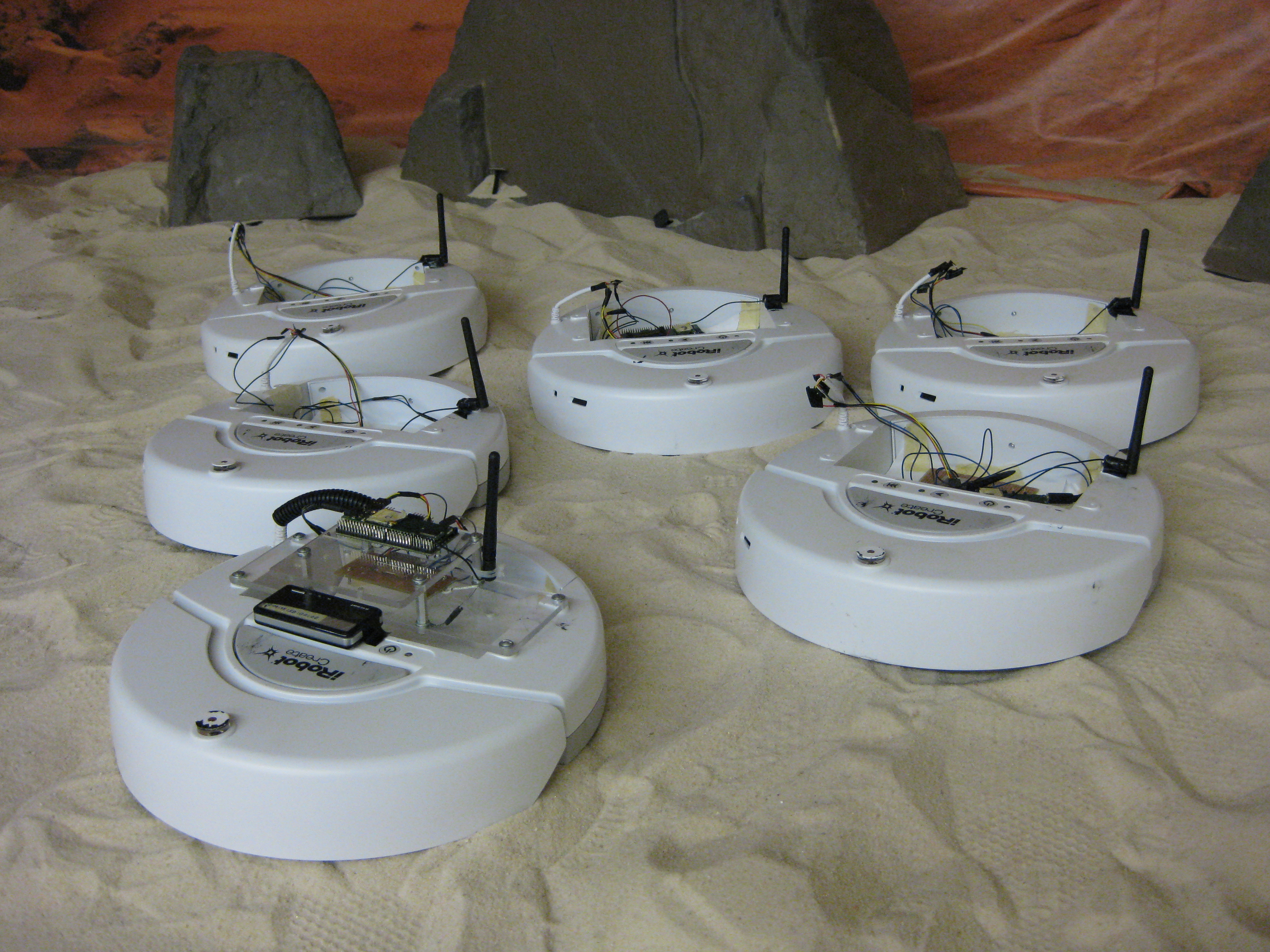
Ein Schwarm von iRobotCreate-Robotern aus einem Sensornetz-Forschungsprojekt des GRITS Lab in Zusammenarbeit mit Magnus B. Egerstedt (2008)

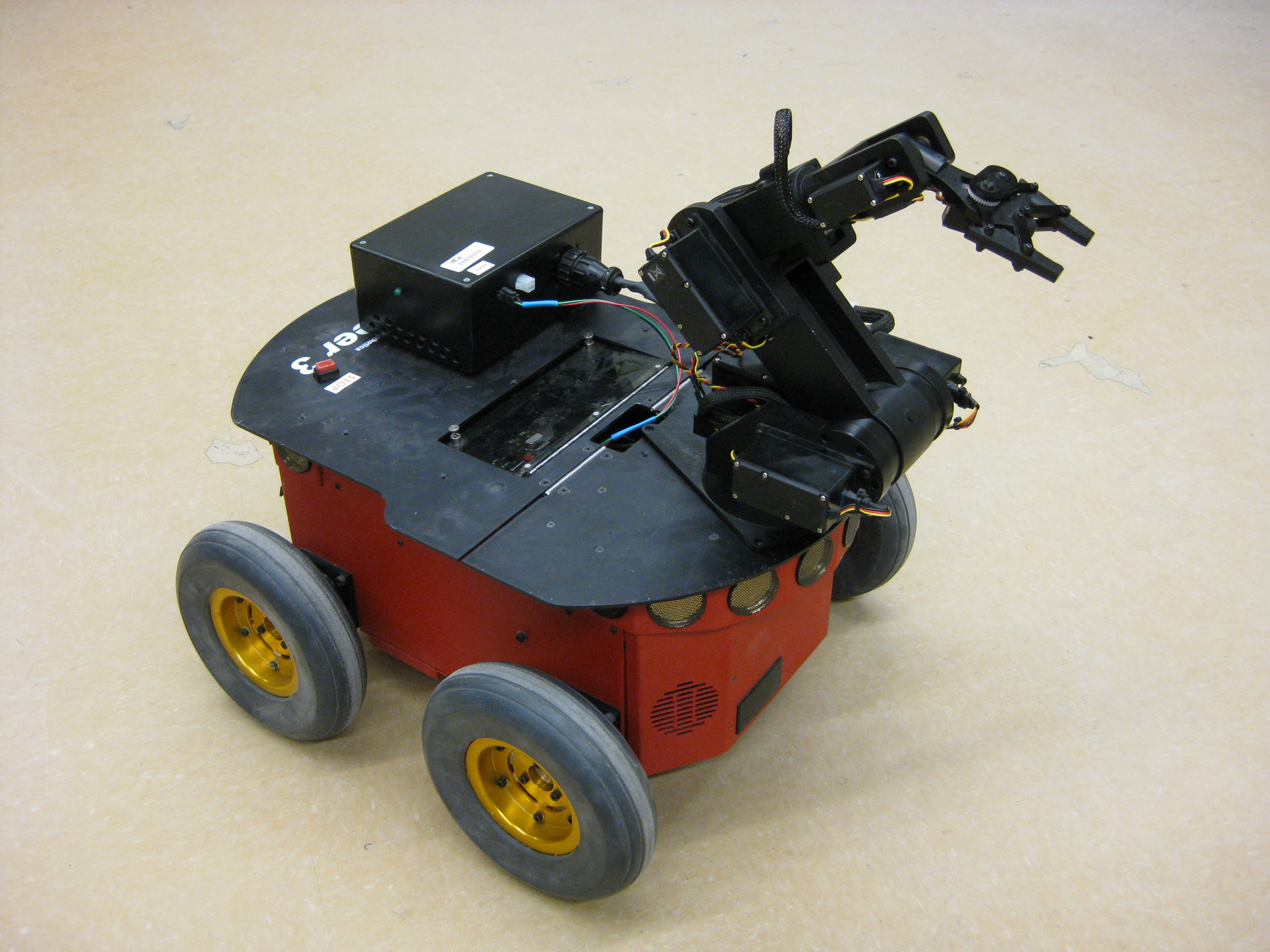
Der ActivMediaPioneer-3-AT-Roboter des Georgia Institute of Technology (2008)

Ayanna MacCalla Howard (geboren am 24. Januar 1972) ist eine US-amerikanische Spezialistin für Robotik, Hochschullehrerin und Unternehmerin.

## Jugend und Ausbildung
Schon als junges Mädchen interessierte sich Ayanna Howard für Roboter, ihre Lieblingsfernsehsendung war Bionic Woman. Sie erwarb 1993 einen B.S. in Ingenieurwissenschaften an der Brown University in Providence und 1994 einen M.S. in Elektrotechnik an der University of Southern California in Los Angeles, wo sie 1999 bei dem Robotiker George A. Bekey auch promovierte. Das Thema ihrer Arbeit lautete Recursive Learning for Deformable Object Manipulation. Zusätzlich schloss Howard einen MBA-Studiengang an der Claremont Graduate University.

## Karriere
Howards frühes Interesse an künstlicher Intelligenz führte sie auf eine leitende Position bei Axcelis Inc in Seattle, wo sie an der Entwicklung des Paketverwaltungs-Programms Evolver mitwirkte, des ersten kommerziellen evolutionären Algorithmus, und an Brainsheet, einem künstlichen neuronalen Netz, das in Zusammenarbeit mit Microsoft entstand. Von 1993 bis 2005 arbeitete sie bei der NASA am Jet Propulsion Laboratory, wo sie unter anderem Leiterin der Robotik-Forschungsabteilung und Managerin im Büro des Chief Scientist war.
2005 wechselte sie als Associate professor zum Georgia Tech und gründete dort das HumAnS lab. Sie wurde stellvertretende Direktorin für Forschung am Institute for Robotics and Intelligent Machines des Georgia Tech und Leiterin des multidisziplinären Robotik-Promotionsprogramms am Georgia Tech. 2017 übernahm sie die Leitung der School of Interactive Computing am Georgia Tech.
2008 erzielten ihre SnoMote robots weltweite Aufmerksamkeit, die entwickelt wurden, um die Folgen der globalen Erwärmung auf die antarktischen Eisfelder zu untersuchen. 2013 gründete sie die Firma Zyrobotics, die eine Reihe von Therapie- und Bildungsprodukten für Kinder mit Förderbedarf entwickelte.
Howard ist Autorin von 250 Publikationen in angesehenen Journalen und Konferenzen, außerdem Mitherausgeberin bzw. Mitautorin einer Reihe von Büchern. Sie besitzt mehrere Patente und ist eine gefragte Referentin. Sie ist Mitglied der Association for the Advancement of Artificial Intelligence (AAAI) und des Institute of Electrical and Electronics Engineers (IEEE).
In einem Interview im Sommer 2020 beim Radiosender Marketplace skizzierte Howard die Möglichkeiten, unter denen Assistenzroboter Lücken schließen könnten, die sich durch räumliche Distanzierung aufgrund der COVID-19-Pandemie in den Vereinigten Staaten ergeben haben.
Im März 2021 übernahm sie als erste Frau das Amt der Dekanin am College of Engineering der Ohio State University.

## Ehrungen und Auszeichnungen
- 2001 Lew Allen Award for Excellence des Jet Propulsion Laboratory für wesentliche technische Beiträge[12]
- 2003 Wahl unter die Top 100 Young Innovators of the Year im MIT Technology Review.[13][14]
- 2010 Lillian Gilbreth Lectureship award der National Academy of Engineering[15]
- 2014 A. Richard Newton Educator ABIE Award des Anita Borg Institutes[16][17][18]
- 2016 A. Nico Habermann Award der Computer Research Association[19]
- 2016 Brown Engineering Alumni Medal (BEAM)[20]
- 2016–2017 Ernennung zur AAAS-Lemelson Invention Ambassador[21]
- 2018 Richard A. Tapia Achievement Award.[10]
- 2018 Wahl unter die Forbes America's Top 50 Women In Tech[22]
- 2021 Athena Lecturer Award der Association for Computing Machinery[23]
- 2022 Mitglied der American Academy of Arts and Sciences